# Gromada Łobodno
Gromada Łobodno war eine Verwaltungseinheit in der Volksrepublik Polen zwischen 1954 und 1961. Verwaltet wurde die Gromada vom Gromadzka Rada Narodowa, dessen Sitz sich in Łobodno befand und aus 14 Mitgliedern bestand.

Die Gromada Kamyk gehörte zum Powiat Kłobucki in der Woiwodschaft Katowice (damals Stalinogród) und bestand aus der ehemaligen Gromadas Łobodno aus der aufgelösten Gmina Kamyk, sowie die Waldstücken N°115–167 aus dem Forstgebiet Łobodno und den Waldstücken N°85–87 und 98–101 aus dem Forstgebiet Grodzisko.

Zum 31. Dezember 1961 wurde die Gromada Łobodno aufgelöst und der Gromada Kamyk angegliedert.